# Tappert (plagg)

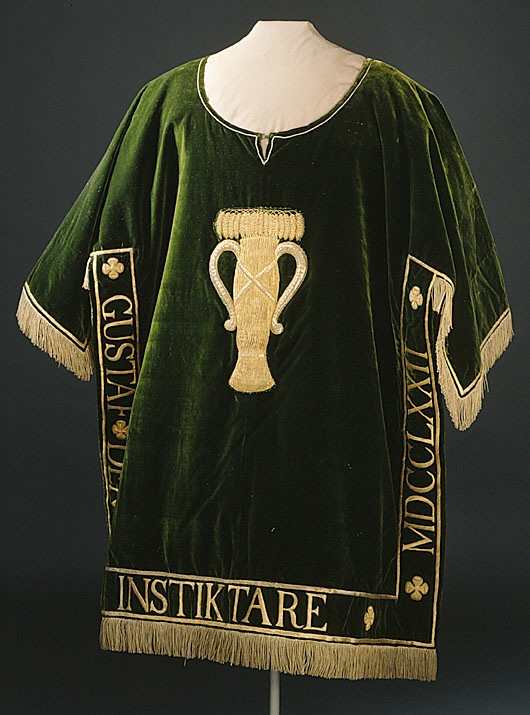
Vasaordens häroldskåpa.

Tappert, även tabert, är en kortärmad eller ärmlös rock med öppna sidor som var ett vanligt plagg för män under medeltiden. En tappert kan bäras med eller utan bälte. En form av tappert är häroldernas heraldiska dräkt.